# Paz de Ariporo
Paz de Ariporo es un municipio colombiano ubicado en el departamento de Casanare. Tiene una población estimada, en 2021, de 33.446 habitantes.
Está situado a una distancia de 456 km de Bogotá. Es el tercer municipio de Casanare por población después de Yopal y Aguazul, además de ser el primero por su extensión de 13.800 km².

## Toponimia
Paz de Ariporo debido al proceso de paz del presidente general Gustavo Rojas Pinilla que se estaba desarrollando en eso momentos a orillas del río Ariporo. 

## División Político-Administrativa
Además de su Cabecera municipal. Paz de Ariporo tiene bajo su jurisdicción los siguientes Centros poblados:

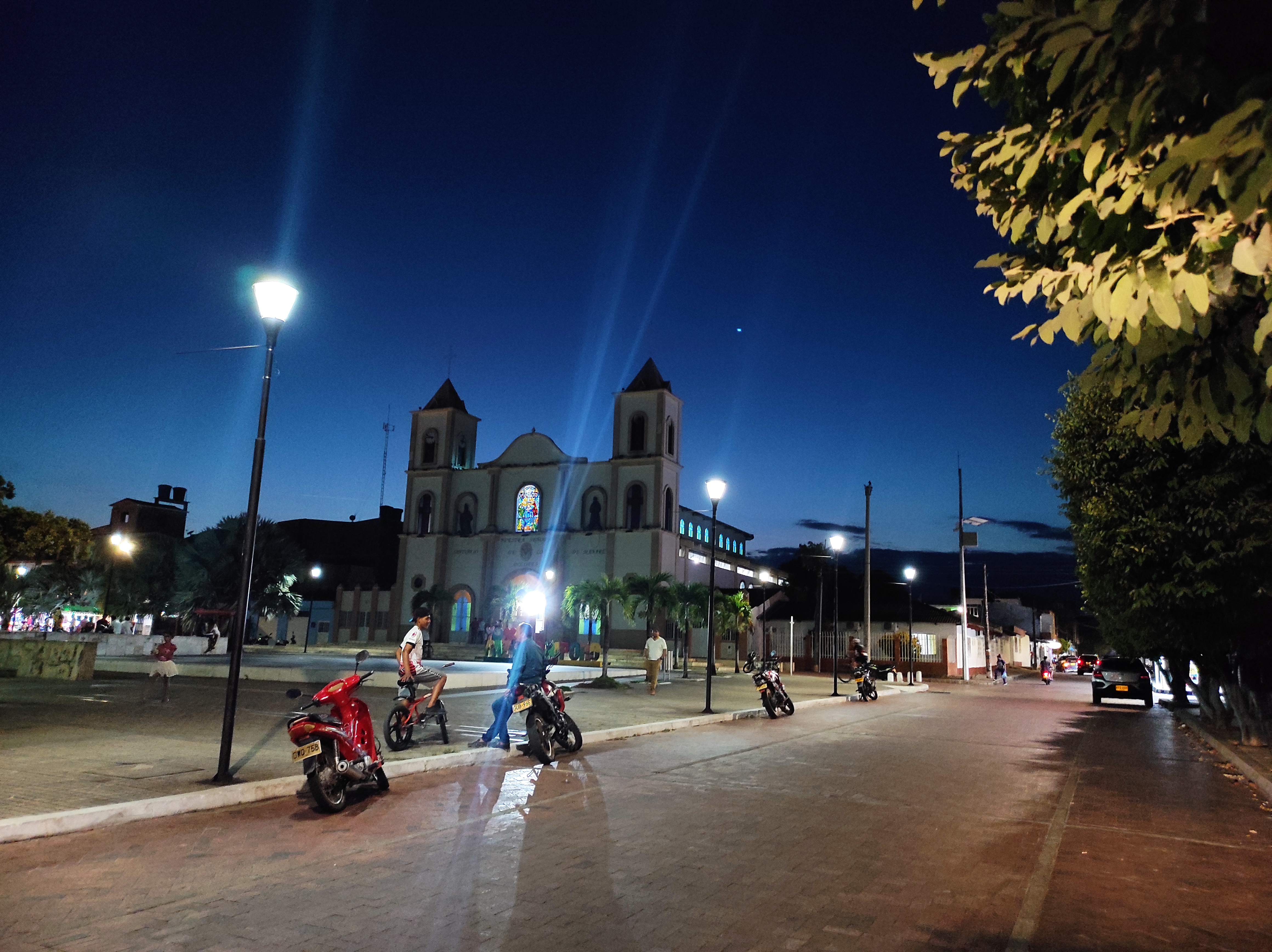

- Bocas de La Hermosa
- Caño Chiquito
- Centro Gaitán
- La Aguada
- Las Guamas
- Montaña del Totumo
- Rincón Hondo

## Historia

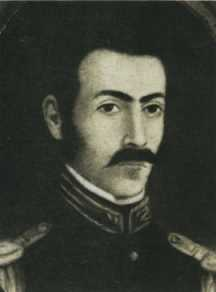
Juan Nepomuceno Moreno, quien organizó política y administrativamente el poblado de La Fragua, antiguo nombre de Paz de Ariporo.

Su fundación se debe al general Juan Nepomuceno Moreno. El origen del municipio, conocido antiguamente como La Fragua, se remonta a finales del siglo XVIII, cuando Moreno, natural de allí, lo organiza política y administrativamente hasta convertirlo en localidad importante. Después de su muerte, ocurrida el 31 de diciembre de 1839, los habitantes cambiaron el nombre en su honor, bautizándolo como Moreno en 1850 [cita requerida].
Entre 1870 y 1885, la población de Moreno se convirtió en capital de Casanare. A mitad del siglo XX, yacía en ruinas por la violencia ocurrida en el país. Obtuvo su categoría municipal en 1974.[cita requerida]
Un subteniente del ejército llamado Jaime Fernández Salazar, quien para la época del 13 de octubre de 1953 se desempeñaba como comandante del Puesto Militar de Caballería Páez, recibió la orden del teniente coronel Luis Alejandro Castillo, comandante del Grupo de Caballería Páez, para abandonar la población de Moreno porque quedaba muy lejos del aeropuerto. Debido a la orden recibida, el oficial se trasladó con sus hombres y varios pobladores, kilómetros abajo en plena llanura dando origen al Municipio, Testigos de este hecho fueron personas como don Nicasio Mariño y Leónidas Zamudio.
En el parque principal del Municipio hay una placa alegórica donde Guadalupe Salcedo y sus huestes le entregan las armas al general Duarte Blum.
En la historia de Paz de Ariporo se han registrado varios devastadores incendios; el más recordado es el que se dio cuando el pueblo estaba situado en Moreno viejo.
La santa patrona de Paz de Ariporo es Nuestra Señora de los Dolores de Manare; se dice que su nombre se debe a que en la montaña Manare una india estaba en el río recogiendo agua cuando la santa patrona se apareció y pido que todos viniesen; sin embargo, existen otras versiones.

## Símbolos[3]

### Escudo

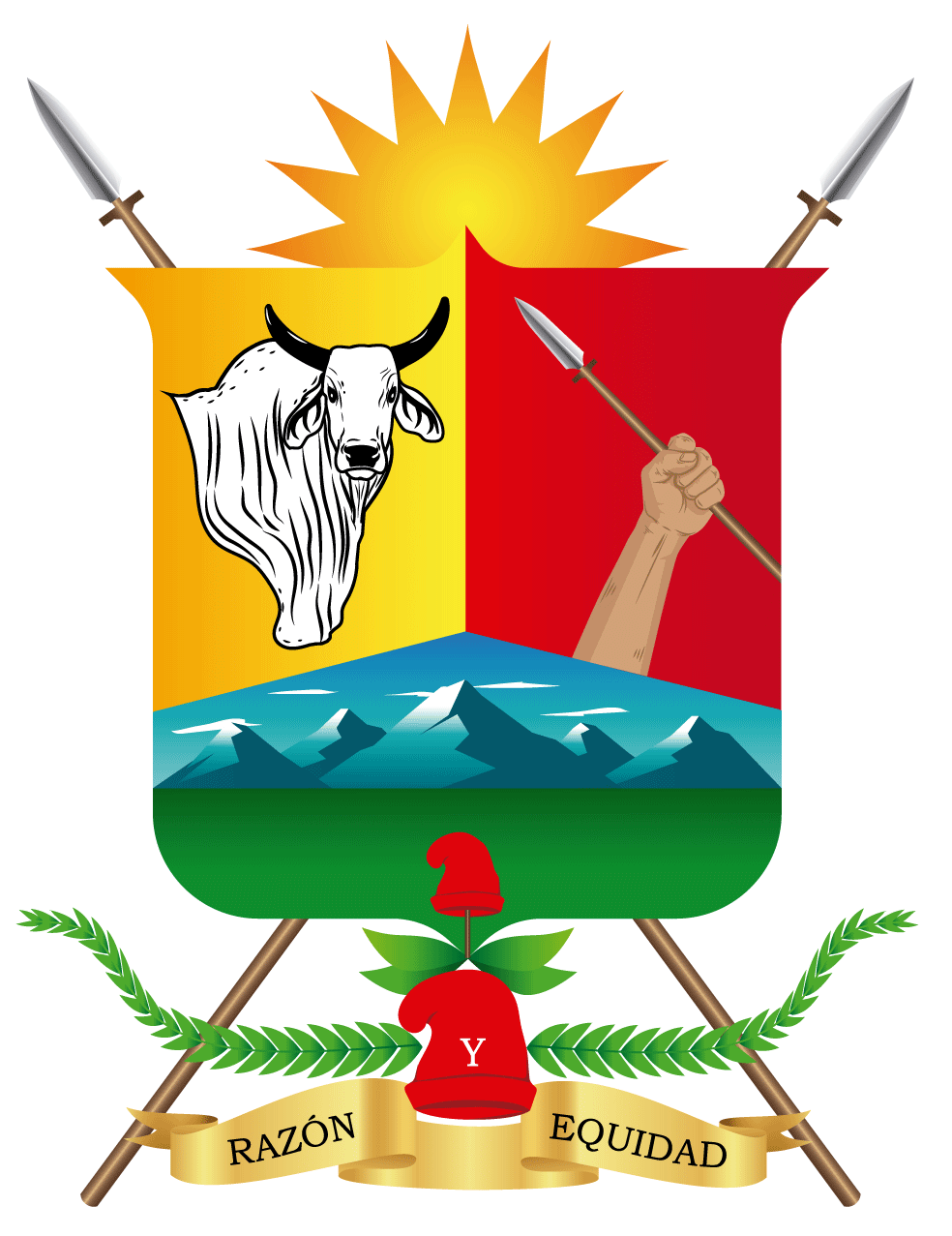
Escudo oficial del municipio de Paz de Ariporo Casanare

El escudo fue diseñado por Rafael Antonio Calixto Reyes.[cita requerida] Lleva en su campo los colores de la bandera del municipio en tres cuarteles.
Para el año 1978, el señor Hugo Moreno, Alcalde Municipal, convocó a todos los estamentos públicos y privados, a un concurso cuyo único fin era dotar al municipio de símbolos representativos (escudo y bandera) que lo identificaran a nivel regional y nacional, puesto que a la fecha solo se contaba con el himno municipal, obra del señor Carlos René Valor. 
Para el diseño, Rafael Antonio Calixto Reyes se enfocó en las riquezas del municipio. Para la época lo mejor del pueblo era la hacienda "El Cebú", del señor Concho Díaz. Los ejemplares bovinos de aquel entonces eran tipo exportación; por eso plasmó un toro en el cuartel izquierdo en amarillo, lo cual representaba la riqueza agrícola y ganadera en aquel entonces. En cuartel derecho y en color rojo, dibujó una brazo izquierdo empuñando una lanza. Hay que recordar que en esos tiempos esa era el arma principal que se utilizaron en las batallas contra el ejército español.
En el centro dibujó la imponente cordillera oriental, con sus nevados y algunas nubes, la inmensa llanura, y en el centro un gorro frigio, símbolo de libertad. Se basó en ello porque, subiendo muchas veces las veredas La Barranca y Carrastol, con un caballo o un burro cargado de leña, plátano, yuca, etc., se veían los nevados de Chita y Guicán en todo su esplendor coronados por algunas nubes. Después bajando las veredas La Guada y Palo Santal, se encontraba primero con las ruinas del histórico pueblo de Moreno y más adelante veía la inmensidad de la llanura. Entonces recordaba las clases de historia de sus profesores de primaria y secundaria, los cuales decían: “En estas tierras se libraron infinidad de batallas y fue paso obligado de grandes ejércitos a la cabeza de sus generales, los cuales nos dieron la libertad”.
Las ramas de olivo siempre han sido, desde la antigüedad, el premio más grande otorgado a personas importantes y es el símbolo mundial de la paz. Plasmó tres en el escudo: una para los Generales Bolívar y Santander, la siguiente para el hijo ilustre de La Fragua, el general Juan Nepomuceno Moreno y la última para nuestro municipio, el cual luego de sufrir los estragos y embates de la naturaleza y luego la violencia partidista del país, ha renacido de sus cenizas y hoy en día es una comunidad pujante y en continuo crecimiento y desarrollo. 
Las ramas de olivo y el gorro frigio están unidos con una cinta dorada, en ella aparecen las siguientes inscripciones: Razón y Equidad que significan la capacidad humana para resolver problemas de una forma satisfactoria, buscando siempre la justicia y la igualdad social, que fue siempre lo que buscó el general Juan Nepomuceno Moreno, en los lejanos años de la independencia, para la provincia del Casanare. Le dibujó dos lanzas que sostiene al escudo y que simbolizan la lucha ferviente de nuestros antepasados contra la opresión y la defensa de los derechos regionales y nacionales. Por último, incluyó un sol con nueve rayos, que significan la totalidad y logro de metas y proyectos en el grado más alto y la luz de la esperanza de todos los pueblos del oriente colombiano

### Bandera
Fue diseñada por Hermelina Chaves.[cita requerida] Tiene un diseño triangular horizontal, con tres colores, verde, rojo y amarillo. La franja verde está en el extremo más próximo al asta, la franja roja en el centro, y la amarilla en la parte exterior.

### Himno
El himno del municipio fue compuesto por Carlos Valor Segua.
| Coro A la voz de la patria se inspira de los pueblos sublime el valor; a la voz de la patria se inspira de los pueblos, glorioso el amor. I ¡Ciudadanos, de pie, contristados! un momento de meditación: de Moreno, a sus lares, llorados ¡Reverencia, con el corazón! II Ese pueblo vagó en un exilio: por la selva, sin pan, sin hogar ese pueblo es hoy un idilio. ¡La inclemencia, no pudo triunfar! | III Ya no truena el volcán fratricida, no retunda, furente, el cañón; ¡Demos gracias, a Dios, por la vida! ¡Por la unión! ¡Aclamemos la Unión! IV En el fasto filial de la raza elevando el Pendón Nacional, este pueblo bendijo otra casa y le puso la Unión Batismal. V ¡Salve, Paz de Ariporo! Tu nombre es emblema de fraternidad; mandamiento de Cristo, que al hombre predicó con ternura y bondad. |

## Salud
Paz de Ariporo cuenta con un hospital de primer nivel, Jorge Camilo Abril Riaño, dependiente de Red Salud Casanare. Es el único del Municipio con servicio de urgencias. Ofrece además consulta externa y odontología.

## Turismo
Entre los atractivos de la localidad pueden mencionarse: paseos a ríos, folclore llanero, comida típica, música y bailes. También se encuentra el santuario a la patrona del municipio, Nuestra Señora de los Dolores de Manare, además de reservas naturales como el Vainillal, a unos cuantos metros del pueblo.

## Comunicaciones

La carretera Marginal de la Selva atraviesa Paz de Ariporo.

La carretera Marginal de la Selva atraviesa el territorio de Paz de Ariporo.

## Personajes
- Julián Martínez, futbolista profesional.